# 被立王
被立王是一个在中国境内活动的教派兼秘密结社政权，由安徽省颍上县人吴扬明在呼喊派基础上创立。该教派在发展过程中演变出很多新教派，如主神教。中華人民共和國視其為邪教。被立王的创始人吴扬明最终于1995年因强奸罪被判处死刑并执行枪决。

## 教义
被立王的創建者吴扬明認為，自己才是上帝的兒子。他於1988年在安徽阜陽自封為王，誘拐女子130多名。他自諭為“神體”，要女信徒“蒙召”才能得救。吴扬明並稱其有60王后、80妃嬪。
被立王甚至認為，目前的全國統治權應改為以被立王為基礎的封建社會，此教同時攻擊中國共產黨，声称要在2000年之前“推翻撒旦政权，建立新天新地的神国”。其言论有「耶稣已死，只有『被立王』（指吴自己）才是唯一的真神，天堂的主宰」，「耶稣死后再次复活是以被立王出现，降临人间，天国不在天上而是在地上」。吴扬明同時宣扬，世界即將毀滅，唯一的解決辦法是多結被立王之果，並且人可以不必幹活。其組織多次以“世界即將毀滅”之名惑眾。

## 结局
1995年1月7日，蚌埠市公安机关抓获吴扬明，同年12月29日，安徽省蚌埠市中级人民法院召开公判大会，以强奸罪判处其死刑，剥夺政治权利终身。安徽省高级人民法院同时下达了死刑核准执行命令，宣判结束后，吴扬明被押赴刑场执行枪决。在此之后该教派快速灭亡，原信徒大多加入“主神教”，“全能神”等异端邪教。